# Бевингтон, Райан
Райан Джон Бевингтон (англ. Ryan John Bevington; род. 9 декабря 1988, Бридженд) — валлийский регбист, проп команды «Оспрейз» и сборной Уэльса.

## Карьера

### Клубная
Воспитанник школы команды «Бриджент». Дебютировал за клуб «Оспрейз» в 2008 году в матче Кельтской лиги против «Коннахта». С командой добился победы в Кельтской лиге в 2010 году, сломив сопротивление «Ленстера» 17:12.

### В сборной
4 июня 2011 дебютировал в сборной Уэльса в поединке против клуба «Барбарианс». 22 августа внесён в заявку сборной на чемпионат мира 2011 года, на котором его команда заняла 4-е место.